# Rock vietnamien
Le rock vietnamien désigne le rock interprété par des groupes et artistes vietnamiens. 

## Histoire
Le rock 'n' roll émerge dans les années 1960, à l'origine à Saigon (désormais Ho Chi Minh), écouté par les soldats américains. Au départ, la population locale considérait ce style musical comme de la « musique d'alien des occupants américains ». Au fil du temps, le rock commence à émerger chez de jeunes groupes comme The Enterprise, The Rocking Stars, The Phoenix, Metronome, The Wall, et Microwave.
Bien qu'il ne représente que 10 % de l'industrie musicale vietnamienne, le genre reste l'un des préférés. Il est diffusé dans divers événements comme le Vietnam Idol, Sao Mai Diem Hen ou Bai Hat Viet. Le festival de rock vietnamien le plus important est celui Hanoi organisé par Rock Vision Working Group.
Il existe encore très peu de groupes et peu d'artistes qui peuvent vivre de leur musique. D'après certains de ses protagonistes, il n'aurait pas encore d'âme propre. La plupart des groupes s'inspirent des groupes de heavy metal nord-américain et autres courants dérivés du rock. Les plus connus sont The Wall, Atmosphere, Atomega, et The Light.
En 2010, le label Sublime Frequencies sort Saigon Rock and Soul: Vietnamese Classic Tracks 1968-1974, compilé par Mark Gergis. La chanteuse Huong Thanh, Nguyen Lê et Ngô Hông Quang sont aussi notables pour fusionner jazz-rock et musique folklorique vietnamienne.